# Lanzenrosette
Die Lanzenrosette (Aechmea fasciata) ist eine Pflanzenart aus der Gattung Aechmea in der Unterfamilie Bromelioideae innerhalb der Familie der Bromeliengewächse (Bromeliaceae). Das Artepitheton fasciata bedeutet gebändert und bezieht sich auf die Zeichnung der Laubblätter. Das griechische Wort aechme bedeutet Lanzenspitze und so kommt es zum deutschen Trivialnamen Lanzenrosette. Ein weiterer selten benutzter Trivialname ist Silbervase und bezieht sich auf den silbrig wirkenden Blatttrichter. Es ist eine der häufigsten als Zimmerpflanzen kultivierten Arten der Bromeliaceae. Es gibt einige Sorten. Die Heimat dieser Art ist Brasilien, besonders im Bundesstaat Bahia und Rio de Janeiro in Höhenlagen zwischen 700 und 1300 Meter.

## Beschreibung

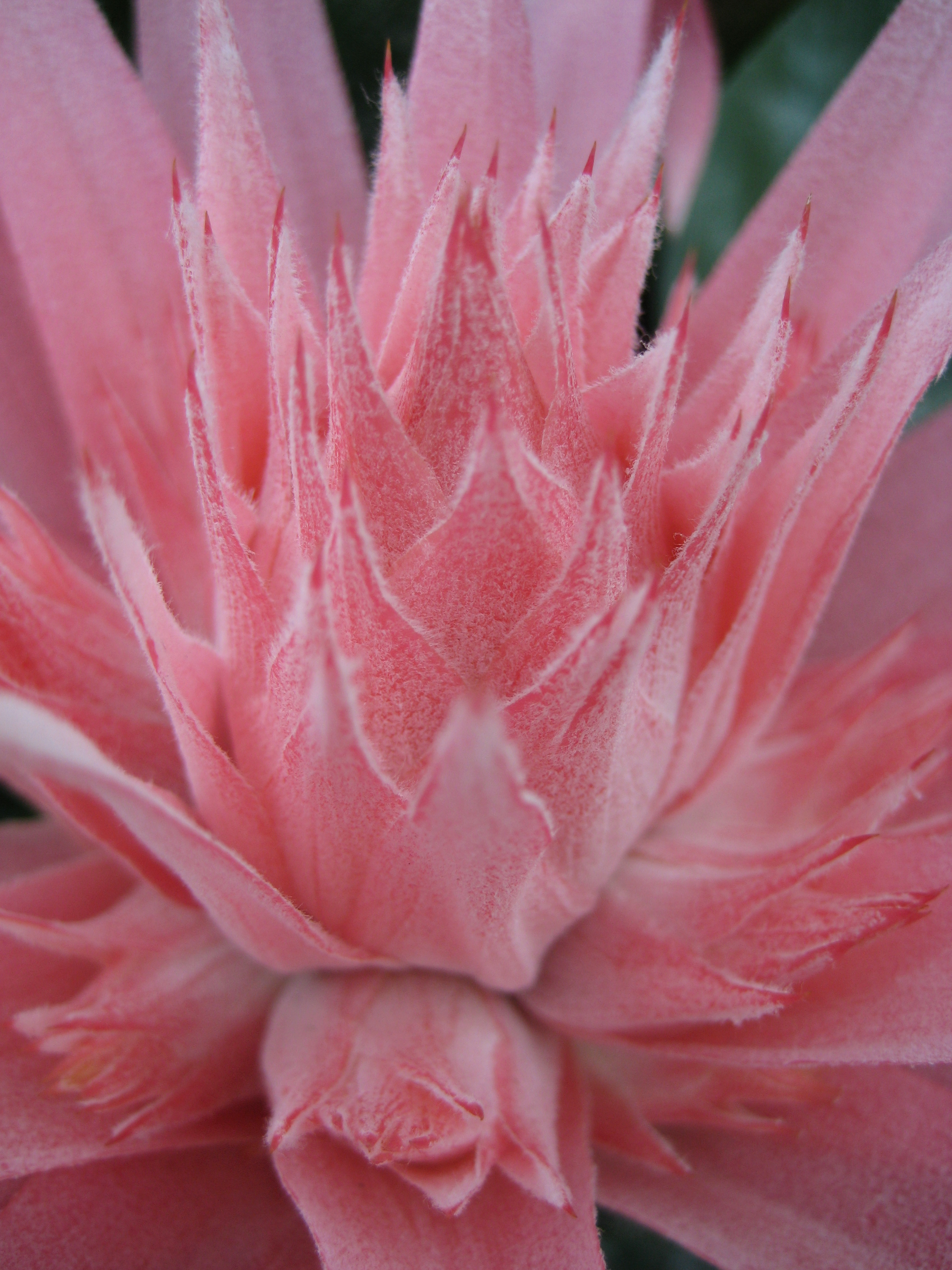
Ausschnitt eines Blütenstandes der Sorte 'Primera'. Bei dieser Sorte sind alle Blätter auch die Hochblätter nicht bewehrt.

Die Trichter- bzw. Zisternenbromelie Aechmea fasciata ist eine immergrüne, ausdauernde, krautige Pflanze. Sie weisen Trichterdurchmesser von bis zu 50 cm und Wuchshöhen von 35 bis 50 cm auf. Sie wächst als Epiphyt. Die derben, bis zu 50 cm langen Laubblätter sind am Rande bewehrt (wie bei allen Vertretern der Bromelioideae). Die Blattscheide ist 9 bis 10 cm breit. Die 6 cm breite Blattspreite ist am Ende abgerundet, allerdings mit einer 4 mm langen Stachelspitze. In den Blatttrichtern sammeln sich oft größere Mengen an Wasser. Am Naturstandort gibt es in vielen der Trichter kleine Biotope mit mehreren Tierarten sowie Algen und Wasserpflanzen. Die Laubblätter besitzen auf der Ober- und Unterseite weißliche Saugschuppen (Trichome); sie sind je nach Sorte unterschiedlich verteilt: Sie können die ganze Fläche bedecken oder es sind Querbänder mit und ohne Schuppen vorhanden, dies führt zu einer interessanten Blattzeichnung. Es gibt auch Sorten mit gelblichen Längslinien (Panaschierung).

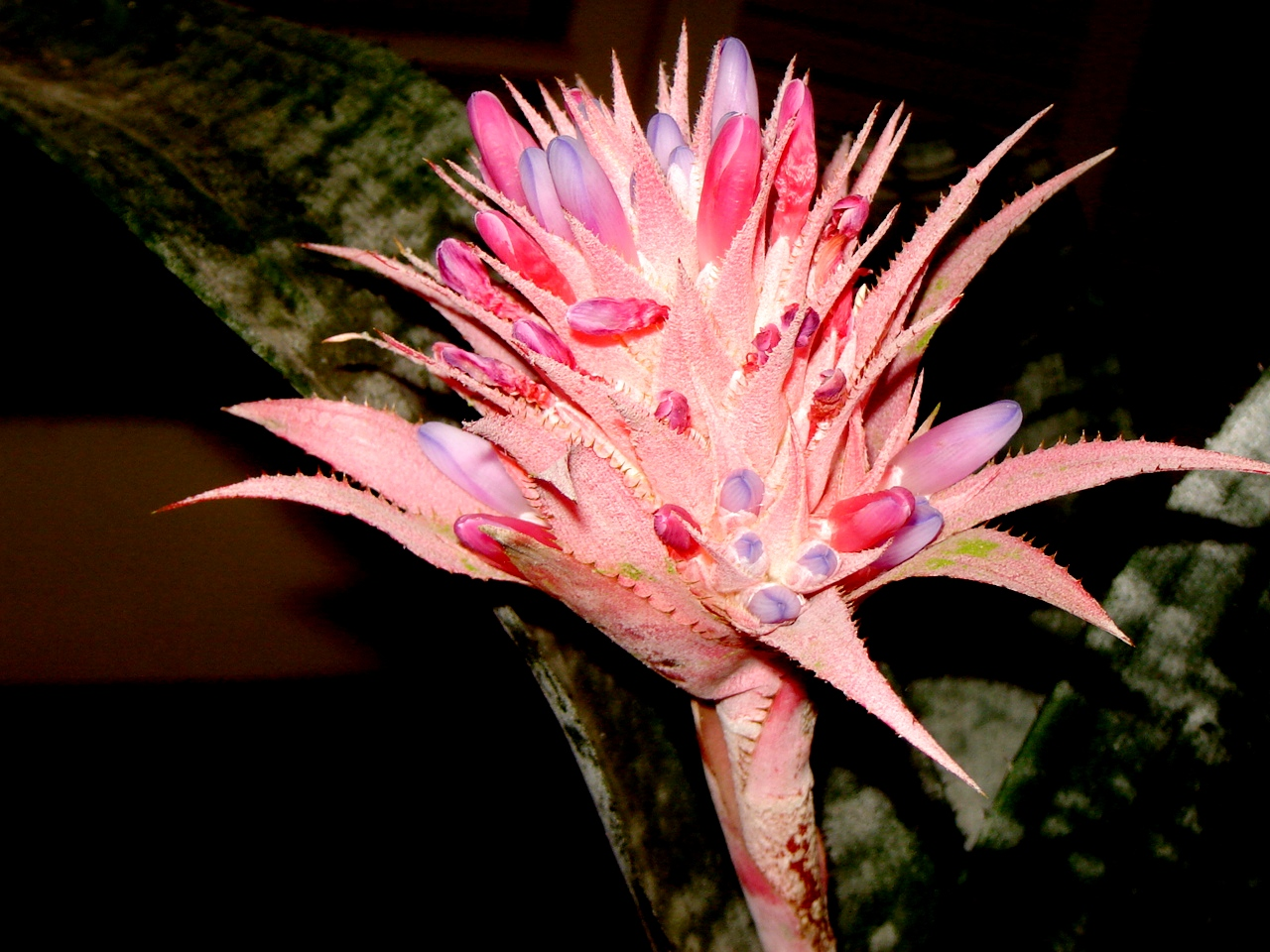
Blütenstand mit bewehrten rosa Hochblättern und anfangs blauen, beim Welken sich rot färbenden Blüten

Der Blütenstandsschaft weist einen Durchmesser von 1 cm und eine Länge von 30 bis 40 cm auf. Die ansehnlichen, lange haltbaren, an der Basis verzweigten und an der Spitze einfachen, kopfig-pyramidalen Gesamtblütenstände (Infloreszenzen) sind aus ährigen Teilblütenständen zusammengesetzt. An den Blütenständen sitzen auffällig rosafarbene Hochblätter (Brakteen), die einen stachlig gezähnten Rand besitzen.
Die ungestielten, zwittrigen, dreizähligen Blüten weisen eine Länge von etwa 3,5 cm auf. Die drei asymmetrischen, 1 cm langen Kelchblätter sind zu einer kurzen (2,5 mm) Röhre verwachsen; sie sind rosa, weiß-wollig beschuppt und am Ende stumpf. Die drei 3 cm langen Kronblätter sind zu einer kurzen Röhre verwachsen. Zwei kleine Schüppchen an den Kronblättern (Ligulae) bilden ein Merkmal, das Botaniker zur Abgrenzung von anderen Gattungen der Unterfamilie nutzen. Die Farbe der Blütenkronblätter ist anfangs Blau, beim Welken verfärben sie sich oben rot und gegen die Basis weiß. Es sind zwei Kreise mit je drei Staubblättern vorhanden. Drei Fruchtblätter sind zu einem unterständigen Fruchtknoten verwachsen, der einen Durchmesser von 5 bis 6 mm und eine Länge von 6 bis 8 mm aufweist.
Die Blütenformel lautet: {\displaystyle \star \;K_{(3)}\;C_{(3)}\;A_{3+3}\;G_{\overline {(3)}}}.
Es werden Beeren gebildet.

## Verwendung
Die Lanzenrosette (Aechmea fasciata) ist eine sehr lange blühende, sehr einfach zu pflegende Zimmerpflanze, die in größeren Mengen produziert wird. Es gibt mehrere Sorten und auch Hybriden mit anderen Aechmea-Arten. Die Sorte 'Primera' der Firma Bak (in Rijsenhout, Niederlande) ist eine sterile Hybride und besitzt glatte Blattränder.
Die Vermehrung beim Hobbygärtner und von panaschierten Sorten erfolgt durch Kindel. Im Erwerbsgartenbau erfolgt die Vermehrung über Aussaat oder Pflanzliche Gewebekultur. Zur Beschleunigung der Kultur und, um den Verkaufszeitpunkt zu steuern, kann zur Blüteninduktion Acetylen aus Gasflaschen ins Trichterwasser eingeleitet werden.
Bei Anbau in Monokulturen ist sie sehr anfällig für einen zu einer Welkekrankheit führenden Pilz aus der Gattung Fusarium.

## Systematik
Diese Art wurde von John Lindley als Billbergia fasciata Lindl. Lindl. 1828 (Botanical Register, 13) erstbeschrieben. John Gilbert Baker erkannte, dass sie zur Gattung Aechmea gehört und veröffentlichte 1879 (in Journal of Botany 17, 231) den Namen Aechmea fasciata. L.B. Smith und W.J. Kress haben 1989 (New or restored genera of Bromeliaceae, in Phytologia 66, S. 70–79) diese und weitere Arten in eine neue Gattung Platyaechmea ausgegliedert: Platyaechmea fasciata (Lindl.) L.B.Sm. & W.J.Kress, diese Ansicht hat sich allerdings nicht durchgesetzt. Weitere Synonyme sind: Aechmea hamata Mez, Aechmea leopoldii Baker, Aechmea rhodocyanea (Lem.) Wawra ex Mez, Billbergia glazioviana Regel, Billbergia rhodocyanea Lem., Quesnelia rhodocyanea Wawra ex Mez, Hohenbergia fasciata (Lindl.) Schult. & Schult.f., Hoplophytum fasciatum (Lindl.) Beer, Tillandsia bracteata Vell.
Es gibt vier Varietäten von Aechmea fasciata:
- Aechmea fasciata (Lindl.) Baker var. fasciata
- Aechmea fasciata var. flavivittata Reitz (Syn.: Platyaechmea fasciata var. flavivittata (Reitz) L.B.Sm. & W.J.Kress)
- Aechmea fasciata var. pruinosa Reitz (Syn.: Platyaechmea fasciata var. pruinosa (Reitz) L.B.Sm. & W.J.Kress)
- Aechmea fasciata var. purpurea (Guillon) Mez (Syn.: Billbergia rhodocyanea var. purpurea Guillon, Platyaechmea fasciata var. purpurea (Guillon) L.B.Sm. & W.J.Kress)

## Bilder
- Zeitraffervideo der Blüte

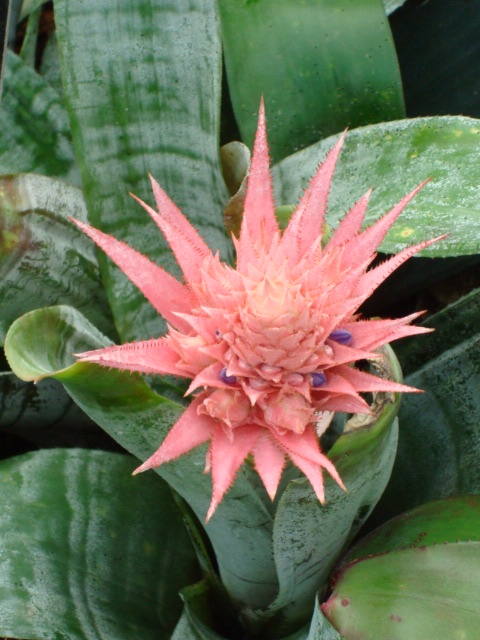
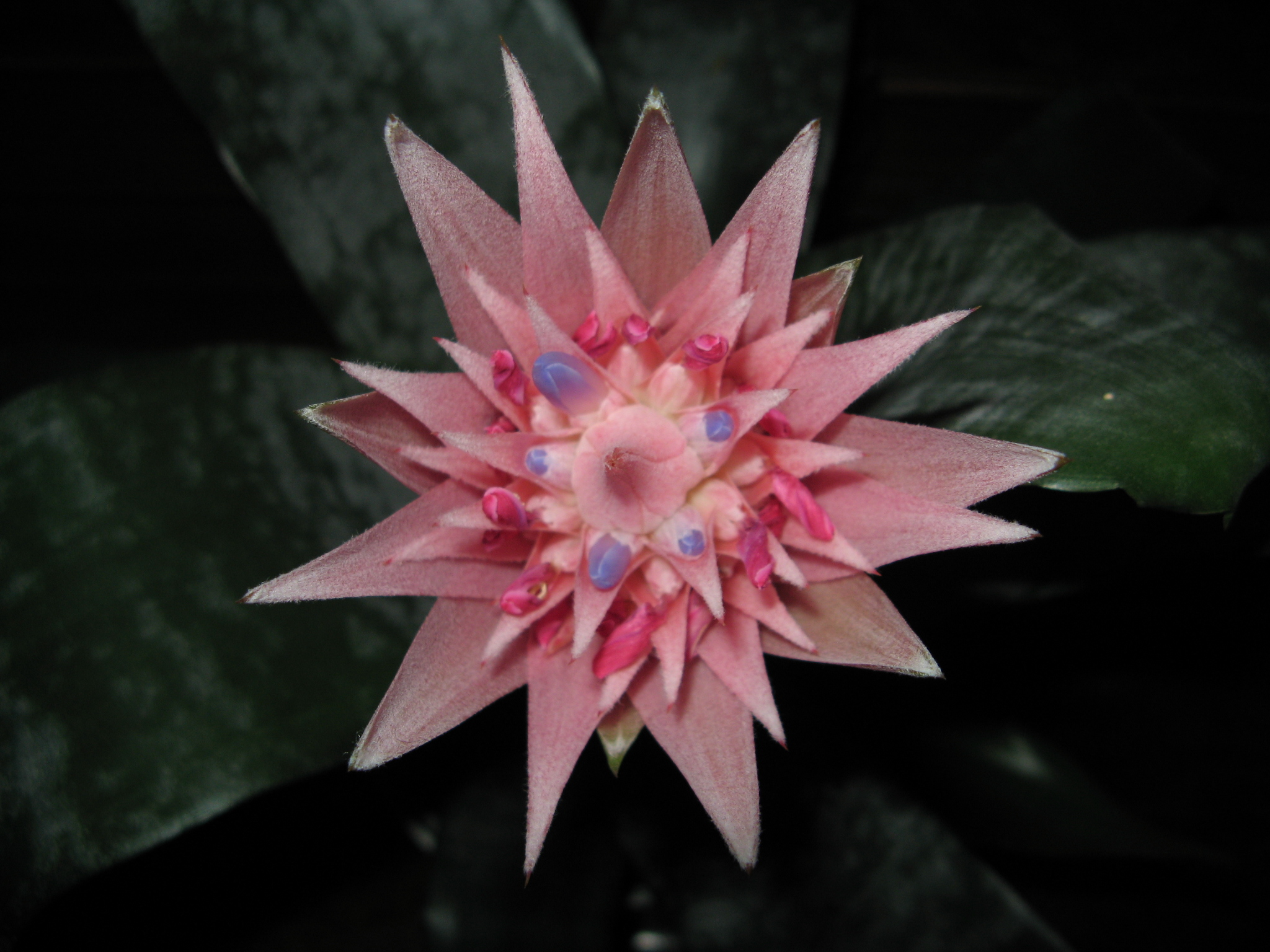
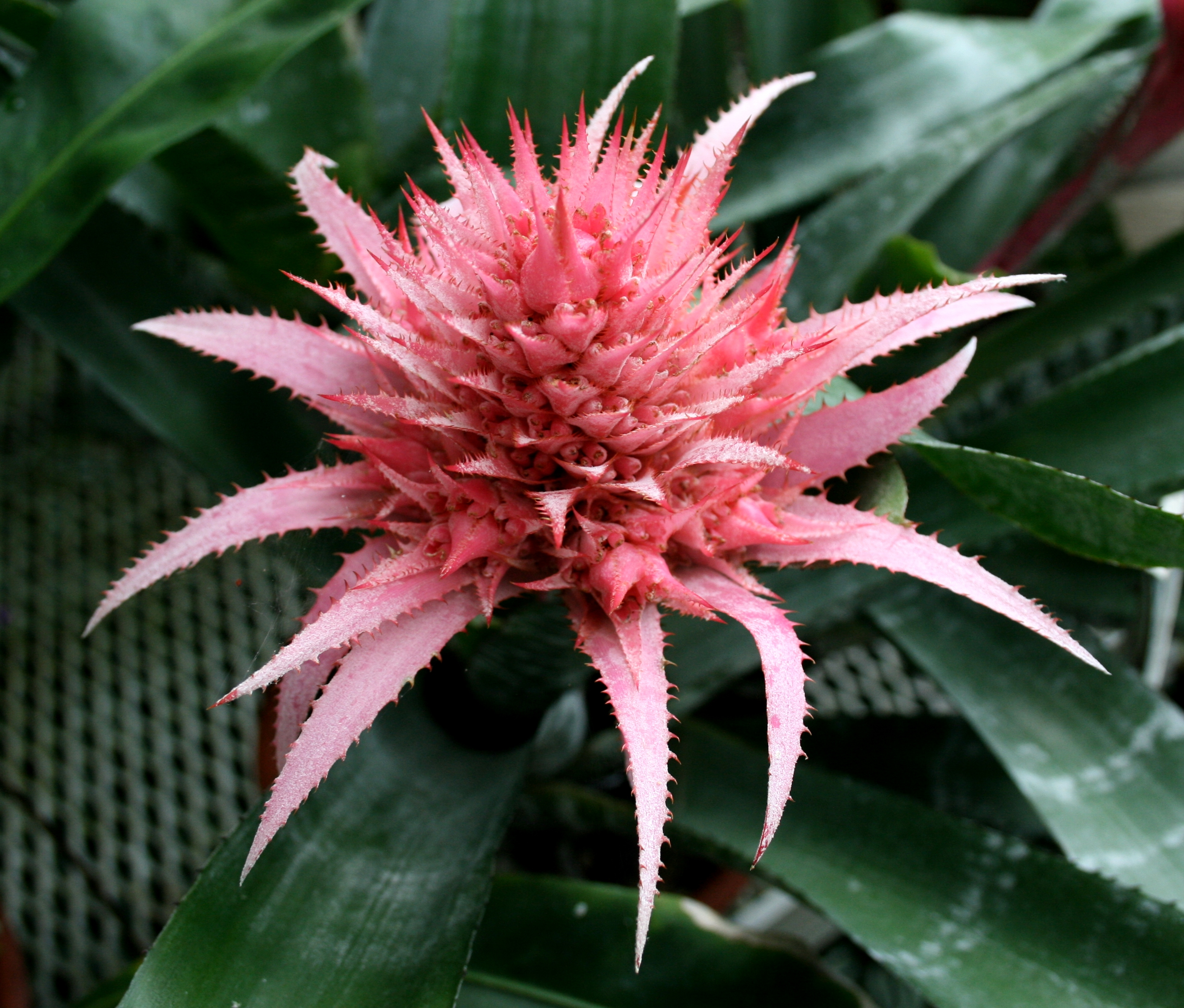
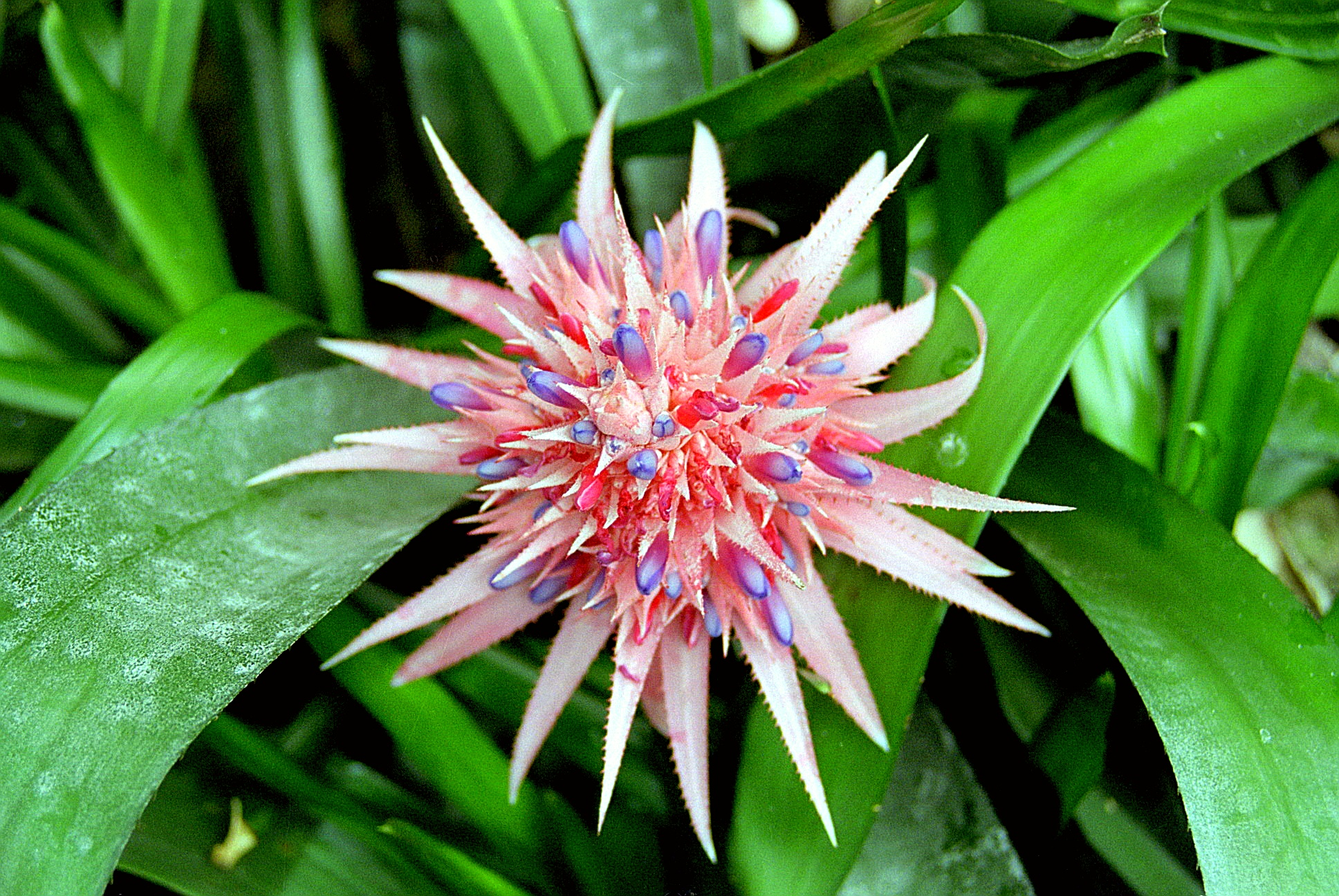
Rosa Blütenstand einer Aechmea fasciata mit blauen Blüten (nur das grau wirkende Blatt gehört zu dieser Art)